# Sion (Bible)
Pour les articles homonymes, voir Sion.

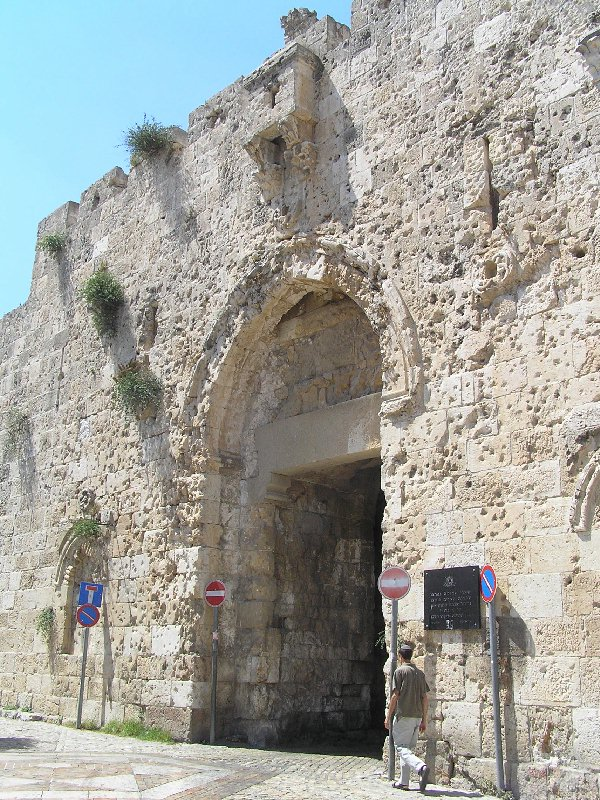
la "porte de Sion" dans l'antique bromure de Jérusalem.

Dans la Bible, Sion désigne à la fois des lieux géographiques et tout ce qui personnifie la présence et la bénédiction de Dieu.

## Lieux géographiques
Sion désigne divers lieux géographiques, tels que la forteresse des Jébuséens (voir 2 S 5:6,7), la cité de David (1R 8,1 ; 2Ch 5,2), le sanctuaire de l'Éternel (Ps 20,3), la montagne sainte de Dieu (Ps 74,2), la ville de Jérusalem (2 R 19:31).

## Emblème
Dans le langage figuratif, Sion est l'emblème de la présence et de la bénédiction de Dieu (voir Ps 128,5 ; Ps 132,13 ; Es 8,18 ; Es 24,23 ; He 12,22 ; Ap 14,1). Sion peut désigner à la fois tout lieu qui bénéficie de la présence divine (voir Ps 9,12 ; Ps 48,2-3 ; Ps 110,2 ; Es 28,16 ; Es 59,20 ; He 12,22 ; Ap 14,1) et le peuple de Dieu (Ps 78,68 ; Es 51,16).